# Murtosaari (ö i Mellersta Finland, Jyväskylä, lat 62,42, long 26,46)
Murtosaari är en ö i Finland. Den ligger i sjön Hankavesi och i kommunen Hankasalmi i den ekonomiska regionen  Jyväskylä ekonomiska region  och landskapet Mellersta Finland, i den centrala delen av landet, 260 km norr om huvudstaden Helsingfors. Öns area är 10 hektar och dess största längd är 0,7 kilometer i nord-sydlig riktning.